# Glaucopsyche lycormas
Glaucopsyche lycormas är en fjärilsart som beskrevs av Butler 1866. Glaucopsyche lycormas ingår i släktet Glaucopsyche och familjen juvelvingar. Inga underarter finns listade i Catalogue of Life.